# Assembleia Mundial da Saúde
A Assembleia Mundial da Saúde (AMS) (em inglês: World Health Assembly [WHA]) é o órgão decisório da Organização Mundial da Saúde (OMS), composta pelos 194 países-membros através de seus respectivos ministros da saúde. Suas principais funções são determinar as políticas da Organização, nomear o Diretor-Geral, supervisionar as políticas financeiras e revisar e aprovar o orçamento do programa proposto.
Os membros da Assembleia reúnem-se anualmente nos meses de maio em Genebra, cidade onde está localizada a sede da OMS.

## Membros e observadores
Os membros originais da AMS, na primeira assembleia realizada em 1948, eram 55 estados membros. Atualmente, a AMS conta com 194 estados membros. 

Além destes, seis agências têm estatuto de observador na AMS - o Vaticano, a Autoridade Nacional Palestiniana, a Ordem Soberana e Militar de Malta, o Comitê Internacional da Cruz Vermelha, a Federação Internacional das Sociedades da Cruz Vermelha e do Crescente Vermelho, e a União Interparlamentar.